# Gobiosoma robustum
Gobiosoma robustum är en fiskart som beskrevs av Ginsburg, 1933. Gobiosoma robustum ingår i släktet Gobiosoma och familjen smörbultsfiskar. Inga underarter finns listade i Catalogue of Life.